# Třída Pennsylvania
Třída Pennsylvania byla třída bitevních lodí US Navy. Skládala se z jednotek USS Pennsylvania a USS Arizona. Lodě byly dokončeny v polovině první světové války a v meziválečné době modernizovány. Arizona byla potopena při japonském útoku na Pearl Harbor, zatímco Pennsylvania bojovala po celou druhou světovou válku a po ní byla použita při jaderných testech.

## Stavba
Obě jednotky byly stavěny v loděnicích na východním pobřeží USA. Arizona byla stavěna loděnicí New York Navy Yard v Brooklynu v New Yorku. Kýl lodi byl založen v březnu 1914, trup byl spuštěn na vodu v červnu 1915 a v říjnu 1916 byla loď dokončena. Pennsylvania byla postavena v loděnici Newport News Shipbuilding & Dry Dock Company v Newport News ve Virginii. Kýl lodi byl založen v září 1913, trup byl spuštěn na vodu v březnu 1915 a v červnu 1916 byla loď dokončena.

## Konstrukce
Lodě třídy Pennsylvania konstrukčně navázaly na první americké moderní bitevní lodi třídy Nevada, měly ale větší výtlak, délku a silnější výzbroj. Celkem nesla dvanáct 356mm kanónů o délce hlavně 45 ráží ve čtyřech třídělových věžích, oproti deseti kanónům u předchozí třídy. Sekundární výzbroj původně tvořilo 22 kusů 152mm kanónů o délce hlavně 51 ráží, umístěných v kasematech (11 na každé straně). Kasematy pro osm z nich byly umístěny na bocích trupu a čtrnáct již bylo nově umístěno v nástavbě. Trupové kasematy byly dosti nepraktické při zhoršeném počasí a proto z nich byla výzbroj demontována.
Na přelomu 20. a 30. let byly obě lodě modernizovány. Byla upravena jejich nástavba (Pennsylvania byla navíc upravena pro službu ve funkci vlajkové lodi), mřížové stěžně byly vyměněny za trojnožkové, byla zvýšena elevace děl, nový byl systém řízení palby a zabudována byla též protitorpédová obšívka. Vzrostl výtlak lodí i jejich šířka. Byly také odstraněny dva z kasematových 127mm kanónů a lodě naopak dostaly osm 127mm protiletadlových kanónů o délce hlavně 25 ráží.

## Operační služba
Během japonského útoku na Pearl Harbor byly obě lodi přítomny na základně. Pennsylvania se v době útoku nacházela v suchém doku a její poškození bylo možné za několik měsíců opravit, naopak Arizona se, za těžkých ztrát na životech posádky, potopila po výbuchu předních muničních skladů.
Pennsylvania byla opravena a modernizována. Zejména dostala novou sekundární výzbroj – kasematová děla nahradilo šestnáct 127mm kanónů v dvoudělových věžích. Protiletadlová výzbroj byla zesílena – na konci války ji tvořilo čtyřicet 40mm a padesát 20mm kanónů. Byl také demontován zadní stěžeň a loď byla vybavena radarem.
Celou válku Pennsylvania operovala v Tichomoří, pro svou nízkou rychlost se nehodila k doprovodu letadlových lodí a zejména podporovala spojenecké vyloďovací operace. Byla též nasazena v historicky posledním střetnutí bitevních lodí – bitvě v úžině Surigao dne 25. října 1944, ve které byl zničen Nišimurův Jižní svaz, skládající se z bitevních lodí Jamaširo, Fusó, těžkého křižníku Mogami a čtyř torpédoborců.

## Poválečný osud

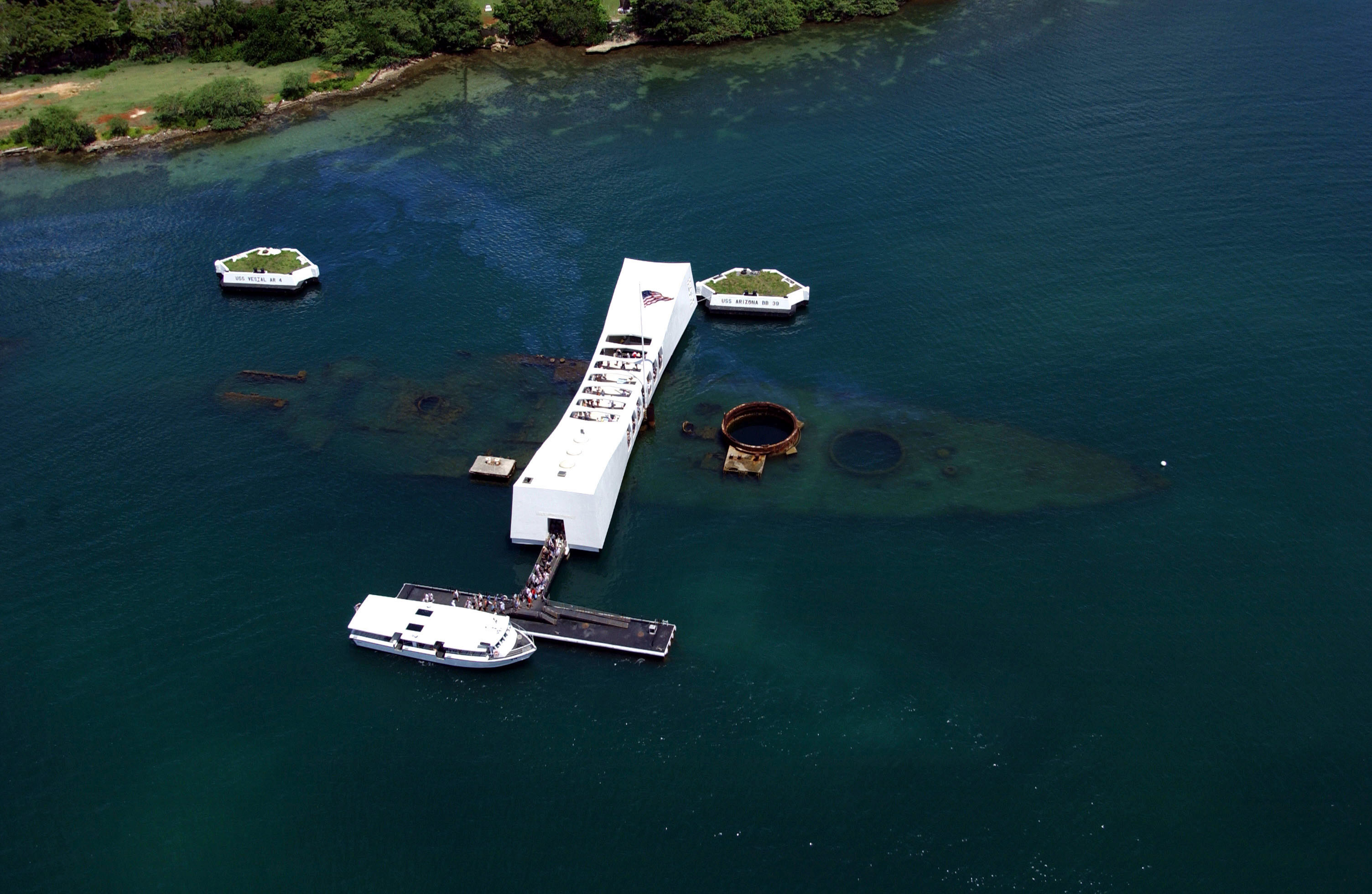
USS Arizona dnes

Pennsylvania byla krátce po válce vyřazena, v roce 1946 byla použita při jaderných testech na atolu Bikini a o dva roky později byla potopena jako cvičný cíl pro bombardéry. Vrak bitevní lodi Arizona nebyl vyzdvižen, trup byl zbaven nástaveb a věží a nad ním byl v 60. letech vybudován památník.